# Larimichthys pamoides
Larimichthys pamoides és una espècie de peix de la família dels esciènids i de l'ordre dels perciformes.

## Morfologia
- Els mascles poden assolir 13,5 cm de longitud total.[5][6]

## Hàbitat
És un peix de clima tropical i bentopelàgic que viu fins als 50 m de fondària.

## Distribució geogràfica
Es troba a l'oceà Pacífic occidental: al llarg de les costes del nord-oest d'Austràlia i del sud de Papua Nova Guinea.

## Observacions
És inofensiu per als humans.